# Frauen, die man Töterinnen nannte
Frauen, die man Töterinnen nannte ist ein italienischer Trashfilm, der Abenteuer- und Fantasy-Elemente mit Prügelkomik mischt. Alfonso Brescia inszenierte den Film 1972.

## Inhalt
Auf der Insel Lesbos führt ein Stamm von Amazonen ein grausames Regiment: Die Frauen nehmen unter der Führung von Antiope alle zeugungsfähigen Männer gefangen, deren sie habhaft werden können. Nach einer gemeinsamen Nacht werden die Männer getötet; die Frauen, die sich verlieben, werden grausam bestraft. Durch die Hilfe von Gaunern gelingt es einem schwer betroffenen Dorf, dem Treiben ein Ende zu setzen.

## Kritik
- „Eine lächerliche Geschichte als Aufhänger für Gewalt und kriegerisches Gemetzel“, meint das Lexikon des internationalen Films.[1]
- Der Dizionario del cinema italiano zitiert eine zeitgenössische Kritik aus der Gazzetta del Mezzogiorno: „Vorgeblich wilde Rituale und so erwartbare wie unvermeidliche erotische Tableaus werden vom Regisseur in anspruchsloser Form heruntergekurbelt. Die Darstellung entspricht der Inszenierung.“[2]

## Sonstiges
- Der Film war in Deutschland von Oktober 1983[3] bis September 2008[4] durch die Bundesprüfstelle für jugendgefährdende Schriften indiziert.
- In Italien spielte er 102 Millionen Lire ein.[5]
- Der Film wird oftmals mit dem vom selben Regisseur in ähnlichem Stil gefertigten Supermänner gegen Amazonen (1975) verwechselt.